# Yves Robert
Yves Robert (Saumur, 21 de junio de 1920-París, 10 de mayo de 2002) fue un actor, guionista, director y productor francés.

## Biografía
Pasó parte de su infancia en Pouancé. Siendo adolescente fue a París para seguir la carrera de actor, iniciando la misma con pequeños papeles no remunerados en varios talleres teatrales de la ciudad. Para mantenerse se ocupó en trabajos diversos, como el de tipógrafo en una imprenta. 
En 1943, en Lyon, entró en la compañía teatral de Jean-Pierre Grenier y Olivier Hussenot. Su debut como actor teatral fue brillante, participando en la creación de numerosas piezas, entre ellas La tête des autres, de Marcel Aymé, y Colombe, de Jean Anouilh. Además, actuó en el género del cabaret actuando, entre otros locales, en el Cabaret La Rose Rouge. Su actividad teatral le valió el premio al mejor actor en 1949. 
En 1949 debutó en el cine con un papel de reparto en el film Les Dieux du dimanche. Pocos años más tarde, Robert escribía guiones, dirigía y producía. Rodó su primer cortometraje en 1951 con Claude Sautet como ayudante, y en 1958 dirigió Ni vu ni connu, con una de las primeras actuaciones de Louis de Funès en un primer papel. Como director, Yves Robert rodó varias comedias de éxito para las cuales él había escrito el guion. Su película de 1962 La Guerre des boutons le valió el Premio Jean Vigo. En 1972 rodó Le grand blond avec une chaussure noire, película con la que ganó el Oso de Plata del Festival Internacional de Cine de Berlín de 1973. En 1976 Un éléphant ça trompe énormément le dio fama internacional. En 1977 dirigió otra comedia, Nous irons tous au paradis, que fue nominada al César a la mejor película. En 1990 Robert dirigió dos películas dramáticas, Le château de ma mère y La gloria de mi padre. Basadas en novelas de Marcel Pagnol, ambas fueron votadas como "Mejor Película" en el Festival Internacional de Seattle. 
Como productor, y en asociación con su amigo Gilbert de Goldschmidt, presentó en Francia las obras de Monty Python. Gran descubridor de talentos, contribuyó al reconocimiento de actores de la talla de Louis de Funès, Pierre Richard y Anny Duperey.
Robert también se encargaba de la música de sus películas, compuesta en trece ocasiones por Vladimir Cosma, músico que compuso su primera banda sonora para Robert. A lo largo de su filmografía fue el responsable de muchos grandes éxitos musicales franceses, como por ejemplo la composición de flauta de Pan interpretada por Gheorghe Zamfir en Le Grand Blond avec une Chaussure Noire o Les Copains d'abord, pieza compuesta por Georges Brassens para Les Copains. 

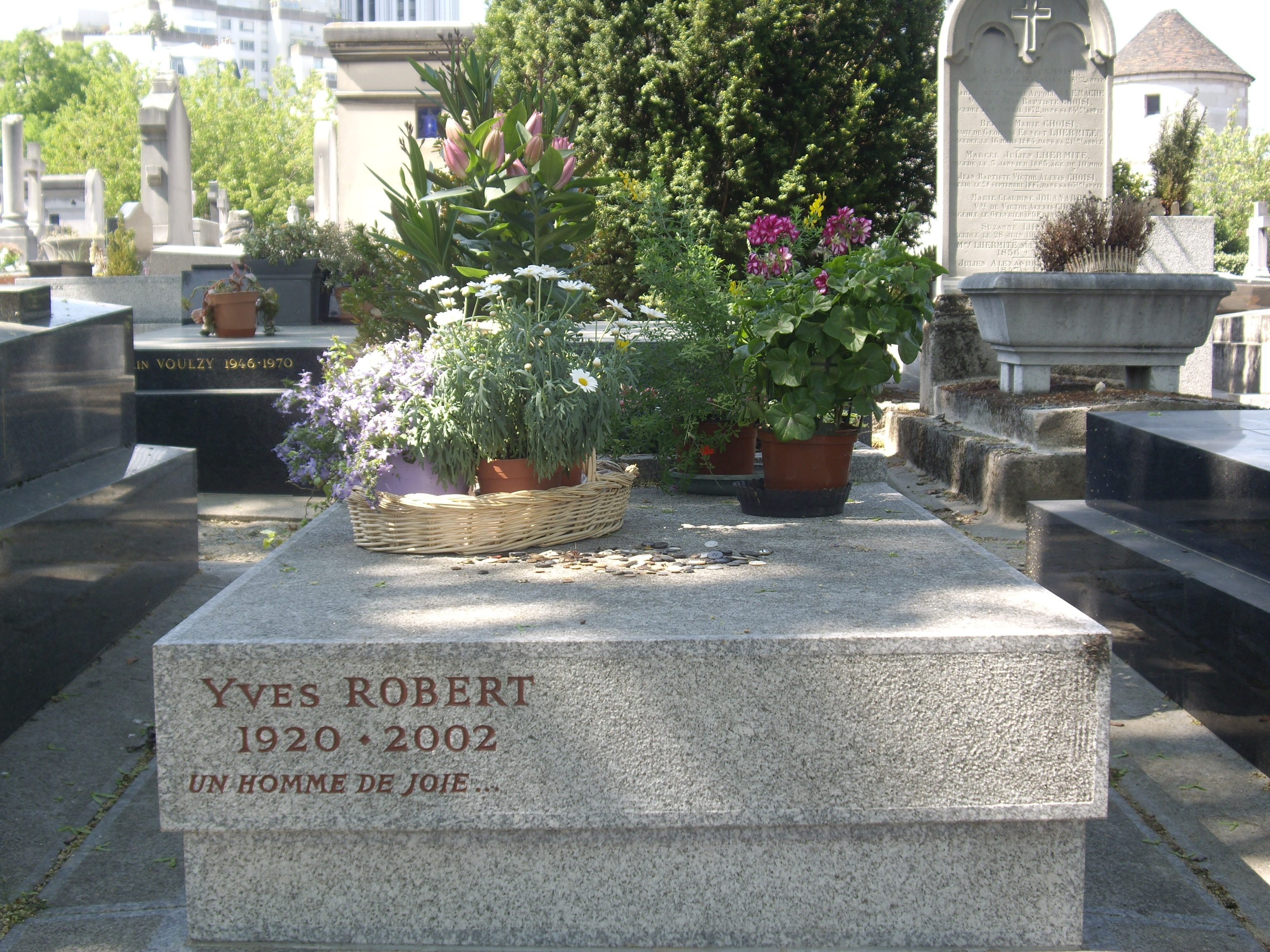
Tumba de Yves Robert, en el Cementerio de Montparnasse.

A lo largo de su carrera Yves Robert dirigió veintitrés largometrajes, escribió un mismo número de guiones, y actuó en más de 75 películas.
Tras un primer matrimonio y el nacimiento de dos hijos, Anne y Jean-Denis Robert, vivió, a partir de 1948, con la actriz Rosy Varte, a la que conoció en la compañía teatral de Grenier y Hussenot. En 1956 Robert se casó con la actriz Danièle Delorme, fundando con ella una compañía productora cinematográfica, La Guéville. La pareja permaneció unida hasta la muerte del cineasta, ocurrida en París en mayo de 2002 a causa de una hemorragia cerebral. Fue enterrado en el Cementerio de Montparnasse.

## Filmografía

### Director

#### Cortometrajes
- 1951 : Les Bonnes Manières
- 1951 : Fernand cherche du boulot

#### Largometrajes
| - 1954 : Les Hommes ne pensent qu'à ça (también actor y productor) - 1958 : Ni vu... Ni connu... (también actor y guionista) - 1959 : Signé Arsène Lupin (también actor y guionista) - 1960 : La Famille Fenouillard (también actor y guionista) - 1961 : La Guerre des boutons (también productor y guionista) (Premio Jean Vigo 1962) - 1963 : Bébert et l'Omnibus (también productor) - 1964 : Les Copains (también productor) - 1965 : Monnaie de singe (también guionista) - 1967 : Alexandre le bienheureux (también guionista y productor ejecutivo) - 1969 : Clérambard (también productor y guionista) - 1972 : Le Grand Blond avec une chaussure noire (también actor y productor) | - 1973 : Salut l'artiste (también actor y guionista) - 1974 : Le Retour du grand blond (también actor y productor) - 1976 : Un éléphant ça trompe énormément (también productor y guionista) - 1977 : Nous irons tous au paradis (también productor y guionista) - 1979 : Courage, fuyons (también productor y guionista) - 1984 : Le Jumeau (también actor y guionista) - 1990 : La gloria de mi padre (también guionista) - 1990 : Le Château de ma mère (también guionista) - 1991 : Le Bal des casse-pieds (también guionista) - 1993 : Montparnasse-Pondichéry (también actor y guionista) |

#### Televisión
- 1986 : L'Eté 36, dos episodios para France 2

### Guionista, adaptador
- 1956 : Bonjour sourire, de Claude Sautet (únicamente coadaptador)
- 1971 : Les Malheurs d'Alfred, de Pierre Richard (también actor y productor)
- 1985 : The Man with One Red Shoe, de Stan Dragoti

### Productor
| - 1970 : Le Distrait, de Pierre Richard - 1974 : Que la fête commence, de Bertrand Tavernier - 1976 : Le Plein de super, de Alain Cavalier - 1977 : Les Petits Câlins, de Jean-Marie Poiré - 1978 : La Drôlesse, de Jacques Doillon - 1978 : La Femme qui pleure, de Jacques Doillon | - 1981 : Qu'est-ce qui fait courir David ?, de Elie Chouraqui - 1988 : Fréquence meurtre, de Élisabeth Rappeneau - 1995 : Sortez des rangs, de Jean-Denis Robert - 1999 : Himalaya, l'enfance d'un chef, de Éric Valli - 2001 : Le Peuple migrateur, de Jacques Perrin y Jacques Cluzaud |

### Actor
| - 1948 : Les Dieux du dimanche, de René Lucot - 1950 : Trois télégrammes, de Henri Decoin - 1950 : Juliette ou la Clé des songes, de Marcel Carné - 1950 : Le Tampon du Capiston, de Maurice Labro - 1951 : La Rose rouge, de Marcello Pagliero - 1951 : Bibi Fricotin, de Marcel Blistène - 1951 : Deux sous de violettes, de Jean Anouilh - 1952 : Suivez cet homme, de Georges Lampin - 1953 : Virgile, de Carlo Rim - 1954 : L'honneur est sauf, de Édouard Molinaro - 1955 : Escalier de service, de Carlo Rim - 1955 : Futures Vedettes, de Marc Allégret - 1955 : Les Grandes Manœuvres, de René Clair - 1955 : Les Mauvaises Rencontres, de Alexandre Astruc - 1956 : Les Truands, de Carlo Rim - 1956 : La Terreur des dames, de Jean Boyer - 1956 : Folies-Bergère, de Henri Decoin - 1957 : Les femmes sont marrantes, de André Hunebelle - 1958 : Le Petit Prof, de Carlo Rim - 1959 : Nina, de Jean Boyer - 1959 : La Jument verte, de Claude Autant-Lara - 1960 : La Mort de Belle, de Édouard Molinaro - 1960 : La Française et l'Amour, de René Clair - 1960 : La Brune que viola, de Robert Lamoureux - 1962 : Cleo de 5 a 7, de Agnès Varda - 1962 : Le Pèlerinage, de Jean L'Hôte - 1963 : Chemins de Paris, de Raymond Letouzey - 1965 : La Communale, de Jean L'Hôte - 1966 : Rey de Corazones, de Philippe de Broca - 1967 : Un idiot à Paris, de Serge Korber - 1967 : Le Mois le plus beau, de Guy Blanc | - 1969 : Le Pistonné, de Claude Berri - 1970 : Le Cri du cormoran le soir au-dessus des jonques, de Michel Audiard - 1970 : Le Cinéma de papa, de Claude Berri - 1970 : Le Distrait, de Pierre Richard - 1970 : Le Voyou, de Claude Lelouch - 1971 : Les Malheurs d'Alfred, de Pierre Richard - 1972 : Le Viager, de Pierre Tchernia - 1972 : L'Aventure c'est l'aventure, de Claude Lelouch - 1972 : Chère Louise, de Philippe de Broca - 1972 : Absences répétées, de Guy Gilles - 1973 : La Grande Paulette, de Gérard Calderon - 1973 : La Raison du plus fou, de François Reichenbach - 1974 : Section spéciale, de Costa-Gavras - 1974 : Trop c'est trop, de Didier Kaminka - 1975 : El juez y el asesino, de Bertrand Tavernier - 1976 : Le petit Marcel, de Jacques Fansten - 1978 : Le Rose et le Blanc, de Robert Pansard-Besson - 1979 : Ils sont grands, ces petits, de Joël Santoni - 1980 : Femme entre chien et loup, de André Delvaux - 1980 : Un mauvais fils, de Claude Sautet - 1983 : Vive la sociale, de Gérard Mordillat - 1983 : Garçon !, de Claude Sautet - 1985 : Billy Ze Kick, de Gérard Mordillat - 1986 : Le Débutant, de Daniel Janneau - 1988 : Cher frangin, de Gérard Mordillat - 1989 : Le Crime d'Antoine, de Marc Rivière - 1992 : La Crise, de Coline Serreau - 1995 : Le Nez au vent, de Dominique Guerrier - 1995 : Sortez des rangs, de Jean-Denis Robert - 1998 : Disparus, de Gilles Bourdos |

## Actor de voz
- 1961 : L'U.R.S.S à coeur ouvert, de Robert Vernay y Roman Karmen
- 1961 : La Cappadoce, de Pierre Biro y Jean-Jacques Flori
- 1962 : Le rouge et le bleu, de Claude Jarger
- 1962 : Gloire à Félix Tournachon, de André Martin y Michel Boschet
- 1971 : Ainsi parlait Théodor Herzl, de Alberto Cavalcanti
- 1979 : Cap Horn, de Yves Hussenot
- 1981 : Los dioses deben estar locos, de Jamie Uys
- 1984 : Scherzo infernal, de Walerian Borowczyk
- 1987 : Fucking Fernand, de Gérard Mordillat
- 1991 : Les eaux dormantes, de Jacques Tréfoul

## Teatro

### Actor
- 1948 : L'Étranger au théâtre, de André Roussin, escenografía de Yves Robert, Cabaret La Rose Rouge
- 1949 : Exercices de style, de Raymond Queneau, escenografía de Yves Robert, Cabaret La Rose Rouge
- 1949 : Une femme libre, de Armand Salacrou, escenografía de Jacques Dumesnil, con Jacques Dumesnil, Sophie Desmarets, Teatro Saint-Georges
- 1950 : Poof y Pourquoi pas moi, de Armand Salacrou, escenografía de Yves Robert, Teatro Édouard VII
- 1951 : Colombe, de Jean Anouilh, escenografía de André Barsacq, Teatro de l'Atelier
- 1952 : La Tête des autres, de Marcel Aymé, escenografía de André Barsacq, Teatro de l'Atelier
- 1953 : Zamore, de Georges Neveux, escenografía de André Barsacq, Teatro de l'Atelier
- 1954 : Colombe, de Jean Anouilh, escenografía de André Barsacq, Teatro des Célestins, Teatro de l'Atelier
- 1954 : La importancia de llamarse Ernesto, de Oscar Wilde, escenografía de Claude Sainval, Teatro de los Campos Elíseos
- 1955 : Les Petites Têtes, de Max Régnier, escenografía de Fernand Ledoux, Teatro Michel
- 1956 : Histoire de rire, de Armand Salacrou, escenografía de Jean Meyer, Teatro Saint-Georges
- 1957 : Histoire de rire, de Armand Salacrou, escenografía de Jean Meyer, Teatro des Célestins
- 1958 : La Bagatelle de Marcel Achard, escenografía de Jean Meyer, Théâtre des Bouffes-Parisiens
- 1959 : La Bagatelle, de Marcel Achard, escenografía de Jean Meyer, Teatro des Célestins
- 1960 : Histoire de rire, de Armand Salacrou, escenografía de Jean Meyer, Teatro de la Madeleine
- 1962 : Le Temps des cerises, de Jean-Louis Roncoroni, escenografía de Yves Robert, Teatro de l'Œuvre
- 1962 : George Dandin, de Molière, escenografía de Daniel Leveugle, Teatro de l'Alliance française
- 1966 : Strip-tease y En pleine mer, de Slawomir Mrozek, escenografía de Antoine Bourseiller, Poche Montparnasse
- 1966 : La Convention de Belzébir, de Marcel Aymé, escenografía de René Dupuy, Théâtre de l'Athénée
- 1968 : La Baye, de Philippe Adrien, escenografía de Antoine Bourseiller, Teatro de Chaillot
- 1982 : L'Escalier, de Charles Dyer, escenografía de Yves Robert, Teatro de los Campos Elíseos
- 1986 : La ópera de los tres centavos, de Bertolt Brecht, escenografía de Giorgio Strehler, Teatro del Chatelet
- 1995 : Ha llegado un inspector, de John Boynton Priestley, escenografía de Annick Blancheteau, Teatro Daunou

### Dirección
- 1948 : L'Etranger au théâtre, de André Roussin, Cabaret La Rose Rouge
- 1949 : Exercices de style, de Raymond Queneau, Cabaret La Rose Rouge
- 1950 : Poof et Pourquoi pas moi, de Armand Salacrou, Teatro Édouard VII
- 1952 : Les Compagnons de la marjolaine, de Marcel Achard, Teatro Antoine
- 1958 : L'Année du bac, de José-André Lacour, Teatro Edouard VII, Théâtre des Variétés en 1961
- 1958 : La Belle Arabelle, opereta de Marc-Cab y Francis Blanche, música de Guy Lafarge y Pierre Philippe, Teatro de la Porte Saint-Martin
- 1962 : Le Temps des cerises, de Jean-Louis Roncoroni, Teatro de l'Œuvre
- 1963 : La Robe mauve de Valentine, de Françoise Sagan, Teatro des Ambassadeurs
- 1964 : Sur le chemin du forum..., de Bart Shevlove y L. Gelbart, Teatro du Palais-Royal
- 1982 : L'Escalier de Charles Dyer, Comédie des Champs-Elysées

## Premios y distinciones
Festival Internacional de Cine de Berlín
| Año  | Categoría    | Película                          | Resultado |
| ---- | ------------ | --------------------------------- | --------- |
| 1973 | Oso de Plata | El gran rubio con un zapato negro | Ganador   |

Premio Jean Vigo
| Año  | Categoría                 | Película              | Resultado |
| ---- | ------------------------- | --------------------- | --------- |
| 1962 | Jean Vigo de largometraje | La Guerre des boutons | Ganador   |